# يونيفرسيتاتيا كرايوفا
يونيفرسيتاتيا كرايوفا هو نادي كرة قدم في رومانيا تأسس في 1948. اُغلق في 2014 بعد افلاس النادي وإقرار المحكمة الرياضية من إزالة النادي من لوائح الأندية الرومانية.

## وصلات خارجية
- الموقع الرسمي